# Paloma Bloyd
Paloma Juliana Bloyd Dubra (Chicago, Illinois; 6 de marzo de 1988) es una actriz hispanoestadounidense conocida por participar en la longeva serie de televisión española Cuéntame cómo pasó como Deborah Stern y protagonizar la película Perdona si te llamo amor.

## Biografía
Paloma Bloyd nació el 6 de marzo de 1988 en Chicago, ciudad natal de su padre. El apellido materno, Dubra, alude al origen celta del noroeste de España. Gijón, ciudad del Principado de Asturias es el lugar de nacimiento de la madre de Paloma y donde esta pasó los primeros diez años de su vida. Después la familia se traslada a Estados Unidos y residieron en el suroeste de Florida y Chicago. Ya en la universidad, estudiando psicología, se dio cuenta de que su verdadera vocación era la de actriz, por lo que realizó cursos de arte dramático en el Actors' Studio de Chicago y participó en diversas obras de teatro. Más tarde se mudó a Florida, donde su madre ejerce de profesora y periodista, y allí empezó a trabajar como presentadora del programa musical Chocolate Mix para la cadena Telemundo (Canal 43).
En Gijón continuó sus estudios de interpretación en la ESAD (Escuela Superior de Arte Dramático) del Principado de Asturias, y se presentó al casting de Supermodelo 2007, en el que concursa y queda semifinalista.

## Trayectoria
Ya en 2008, es elegida para formar parte del reparto de la obra de teatro Adulterios, escrita por Woody Allen, protagonizada por María Barranco y Miriam Díaz-Aroca, y dirigida por Verónica Forqué. En 2009 compagina el teatro con la televisión y participa en series nacionales como Doctor Mateo junto a Gonzalo de Castro y Daniel Freire, y en la serie de Cuatro Cuestión de sexo junto a Alejandro Tous.
En 2010 protagonizó el telefilme Inocentes del director Daniel Calparsoro. Además vuelve a aparecer en televisión en un capítulo de Doctor Mateo, haciendo el papel de Sonia, en la tv-movie No soy como tú, y en El Internado. Es elegida, también en este año, para interpretar un papel en la película de Mabrouk El Mechri, The Cold Light of Day, protagonizada por Bruce Willis, Sigourney Weaver y Henry Cavill.
En 2011 aparece en la tv-movie Sofía, basada en la vida de la reina Sofía de España. También participó en la serie de Telecinco Ángel o demonio y en Águila Roja, de Televisión Española. También aparece en la película de Enrique Urbizu, No habrá paz para los malvados, y se confirma su presencia en la segunda temporada de la serie de Antena 3, El Barco. A final de año vuelve a grabar una nueva participación para la quinta temporada de Águila Roja.
En 2012 es elegida para encarnar a la princesa Carlota de Aragón en la segunda temporada de la serie francoalemana Borgia, de Tom Fontana, que se estrenó en marzo de 2013 en Canal+ Francia.
En 2014 estrenó la película Perdona si te llamo amor, adaptación española de la novela de Federico Moccia dirigida por Joaquín Llamas y que ella misma protagonizó junto al italiano Daniele Liotti. En 2015 interpretó a Silvia, protagonista femenina de la película Little Galicia.
En 2017 se incorpora al elenco de la longeva serie de Televisión Española Cuéntame cómo pasó, interpretando a Deborah Stern, una matemática inglesa y nueva pareja de Toni Alcántara (Pablo Rivero).
En 2017 rueda la película The Man Who Killed Don Quixote dirigida por Terry Gilliam y que se estrenó en mayo de 2018, durante el Festival de Cannes.
Durante 2023 comenzó su relación con la productora Contubernio, con un pequeño papel en un capítulo de la temporada 14 de  La que se avecina. A raíz de esta participación, su relación laboral ha continuado en 2024 en la temporada 3 de Machos Alfa, haciendo de Irene, una escritora feminista a la que conoce Santi y que está investigando a un grupo de  Incels.

### Cine
| Año  | Título                           | Personaje       | Director          |
| ---- | -------------------------------- | --------------- | ----------------- |
| 2022 | Pesadilla americana              | Lisa del Mónaco | Diego Hallivis    |
| 2018 | El hombre que mató a Don Quijote | Melissa         | Terry Gilliam     |
| 2015 | Little Galicia                   | Silvia          | Alber Ponte       |
| 2014 | Perdona si te llamo amor         | Niki            | Joaquín Llamas    |
| 2012 | La fría luz del día              | Cristiana       | Mabrouk El Mechri |
| 2011 | No habrá paz para los malvados   | Chica Rubia 2   | Enrique Urbizu    |

### Televisión
| Año         | Serie                | Personaje                  | Cadena         | Episodios    |
| ----------- | -------------------- | -------------------------- | -------------- | ------------ |
| 2009        | Cuestión de sexo     | -                          | Cuatro         | 1 episodio   |
| 2009 - 2010 | Doctor Mateo         | Sonia                      | Antena 3       | 3 episodios  |
| 2010        | Inocentes            | Sara                       | Telecinco      | 2 episodios  |
| 2010        | La hora de José Mota | Supermodelo                | La 1           | 2 episodios  |
| 2010        | No soy como tú       | Violette                   | Antena 3       | 2 episodios  |
| 2010        | El Internado         | Sara                       | Antena 3       | 3 episodios  |
| 2011        | Sofía                | Tatiana Radziwiłł          | Antena 3       | 2 episodios  |
| 2011        | Ángel o demonio      | Gala                       | Telecinco      | 2 episodios  |
| 2011 - 2012 | El barco             | Dulce                      | Antena 3       | 4 episodios  |
| 2011 - 2013 | Águila roja          | Lola                       | La 1           | 2 episodios  |
| 2013        | Borgia               | Princesa Carlota de Aragón | Canal+ Francia | 5 episodios  |
| 2017 - 2023 | Cuéntame como pasó   | Deborah Stern              | La 1           | 92 episodios |
| 2016 - 2017 | Reinas               | Princesa Juana de Austria  | Startz         | 2 episodios  |
| 2019        | The Outspot          | Cured                      | Startz         | 2 episodios  |
| 2023        | La que se avecina    | Carol                      | Prime Video    | 1 episodio   |
| 2025        | Machos alfa          | Irene                      | Netflix        | 6 episodios  |

### Programa
| Año  | Serie                          | Personaje  | Cadena | Programa |
| ---- | ------------------------------ | ---------- | ------ | -------- |
| 2019 | La mejor canción jamás cantada | Ella misma | TVE    | Programa |

### Teatro
| Año       | Título     | Personaje | Autor       | Director        |
| --------- | ---------- | --------- | ----------- | --------------- |
| 2008-2010 | Adulterios | Juliet    | Woody Allen | Verónica Forqué |

### Cortometrajes
| Año  | Título             | Personaje       | Director             |
| ---- | ------------------ | --------------- | -------------------- |
| 2012 | I Feel Lost        | Martha          | Juan Manuel Aragón   |
| 2012 | La Primera Noche   | L.O.C. (T.O.G.) | Eduardo Moyano       |
| 2010 | Atracones          | Laura           | Bernabé Rico         |
| 2010 | No existe el adiós | Chica           | Pablo Bullejos       |
| 2009 | Marisa             | Marisa          | Nacho Vigalondo      |
| 2009 | Mythosis           | -               | Álvaro Díaz-Palacios |

### Webserie
- SOMBRAS (Protagonista. Dirigida por Valerio Boserman.)